# Монтанаро (Казерта)
Монтанаро је насеље у Италији у округу Казерта, региону Кампанија.
Према процени из 2011. у насељу је живело 154 становника. Насеље се налази на надморској висини од 88 м.